# Calamovilfa longifolia
Calamovilfa longifolia är en gräsart som först beskrevs av William Jackson Hooker, och fick sitt nu gällande namn av Frank Lamson Scribner. Calamovilfa longifolia ingår i släktet Calamovilfa och familjen gräs. Inga underarter finns listade i Catalogue of Life.

## Bildgalleri

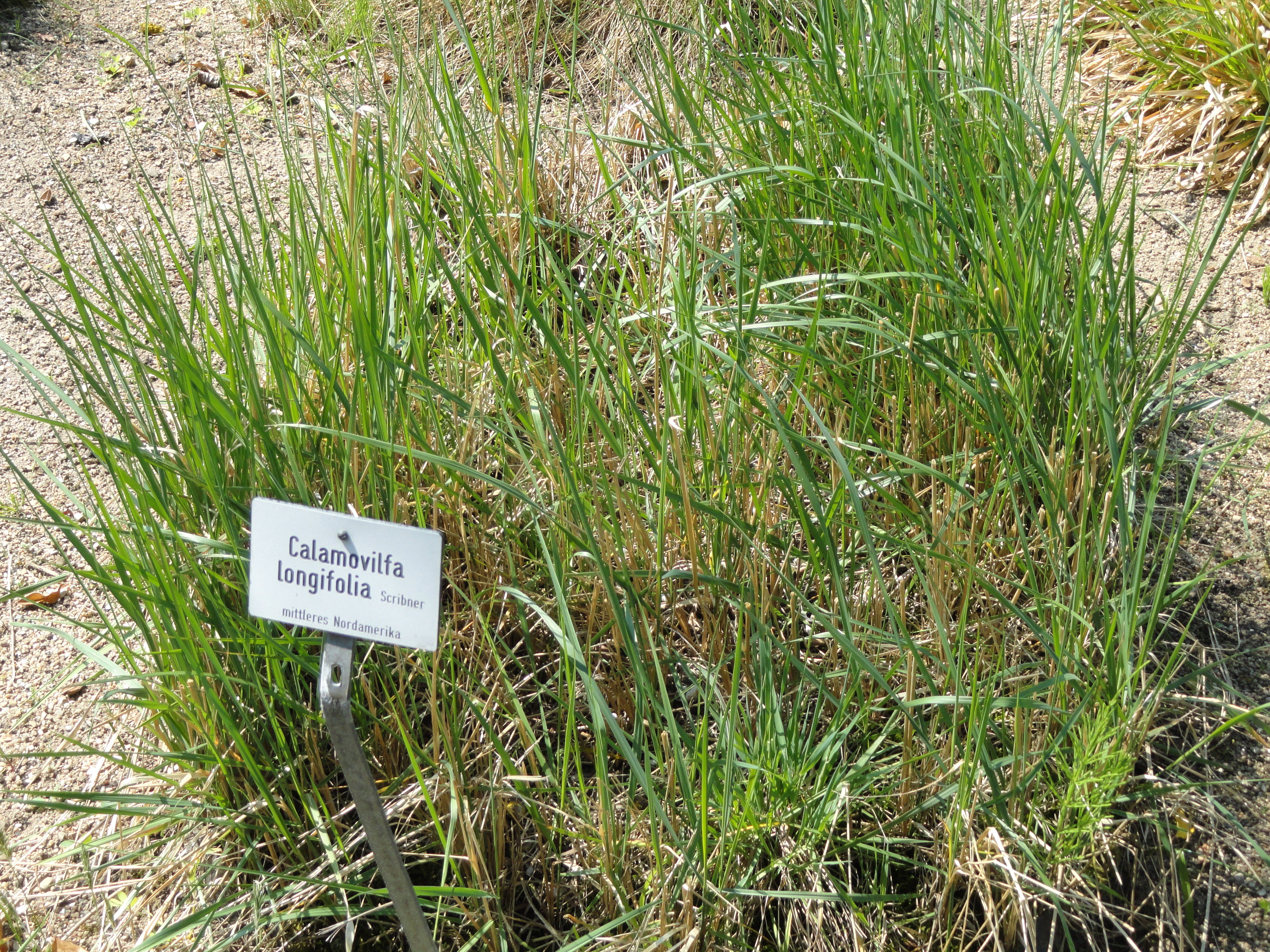
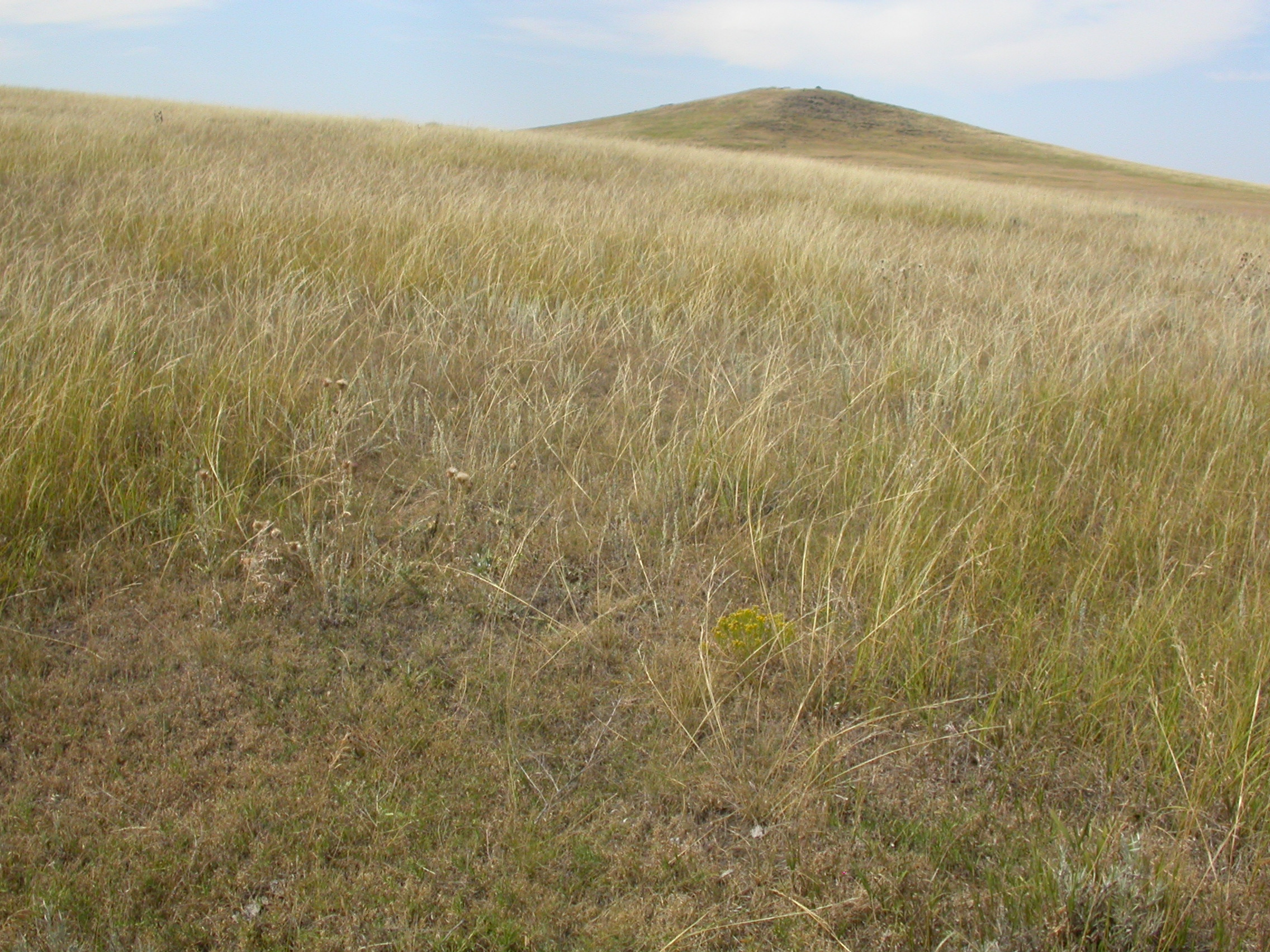
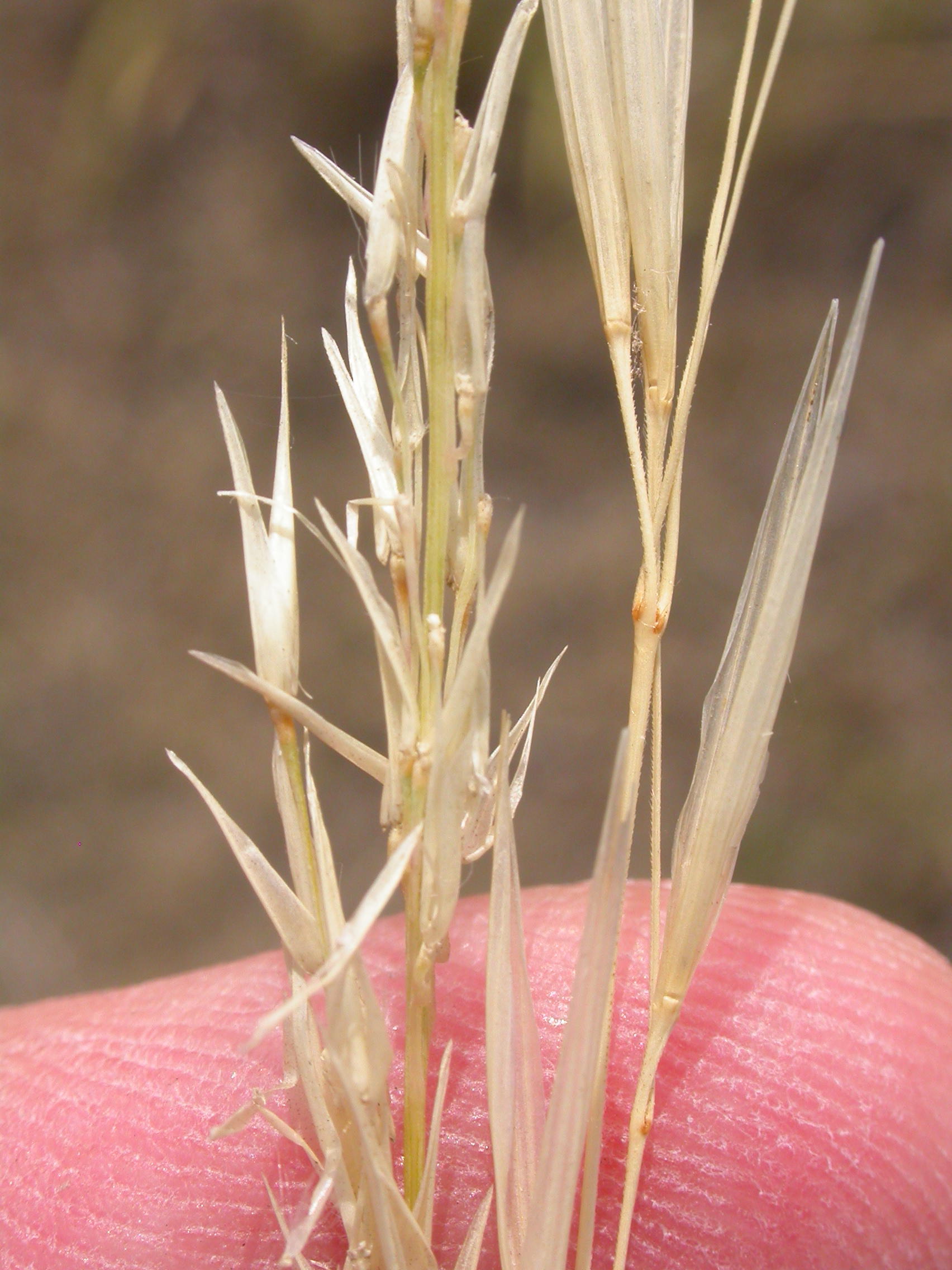